# Kaikara
Kaikara és un cràter sobre la superfície del planeta nan Ceres, situat amb el sistema de coordenades planetocèntriques a 47.1 ° de latitud nord i 228.45 ° de longitud est. Fa un diàmetre de 72 km. El nom va ser fet oficial per la UAI el quatre de desembre del 2015 i fa referència a Kaikara, deessa de la collita de la cultura Konjo.